# پانادیپلون
پانادیپلون (انگلیسی: Panadiplon) یک داروی ضد اضطراب با ساختار شیمیایی جدید است که ارتباط نزدیکی با داروهای دیگر از این نوع ندارد. این دارو دارای مشخصات دارویی مشابه با خانواده داروهای بنزودیازپین است، اما با خواص عمدتا ضد اضطراب و اثر آرام بخش یا آمنستیک نسبتا کمی، و بنابراین به عنوان یک ضد اضطراب غیر بنزودیازپین طبقه بندی می شود.